# Radio Universidad Tucumán
LRK 319 Radio Universidad Nacional de Tucumán (RUT) es una emisora local cuyo alcance es de 100 km aproximadamente y transmite las 24 horas en Frecuencia Modulada 94,7 MHz.
Sus estudios se ubican en el tercer piso del Centro Cultural “Eugenio Flavio Virla” de la Universidad Nacional de Tucumán, calle 25 de Mayo N.º 265 (4000), San Miguel de Tucumán, Argentina. 
Es una empresa de gestión pública de propiedad de dicha Universidad.
Radio Universidad trabaja para difundir la ciencia, el arte, la cultura, y la información.

## Historia de la Radio
La emisora fue creada el 15 de septiembre de 1989 por resolución 482/89 del  Comité Federal de Radiodifusión (COMFER) durante la gestión del doctor Rodolfo Martín Campero como rector de la Universidad Nacional de Tucumán, transcurriendo por esos años la presidencia del Dr. Raúl Alfonsín. Muy pocos días después Radio Universidad Tucumán inició sus transmisiones diarias en forma experimental con tres horas al aire desde el ámbito del Instituto de Ingeniería Eléctrica, de la Facultad de Ciencias Exactas y Tecnología (Laboratorios de Telecomunicaciones), donde también se construyó el primer transmisor de 60 watts de potencia fabricado como prototipo por el Prof. Ing. Marcelo E. Mitre Muñoz. Para octubre de ese año, la radio había ampliado a seis horas diarias su transmisión.
En 1992, se inauguraron los nuevos estudios y planta transmisora en el Centro Cultural Virla. Entre los considerandos de su creación, el doctor Campero decía: 
"La Casa de Altos Estudios ha advertido la necesidad de una emisora que dé prioridad a los aspectos culturales y educativos de uno de los roles esenciales que debe cumplir la Extensión Universitaria, orientado a la comunidad de nuestra Provincia y región, con la cual pretende rescatar su carácter de órgano de información, debate, orientación la crítica movilizadora, pluralista y comunicacional de la sociedad, comprendiendo que son los medios de comunicación masivos los que permitirán representar este papel en plenitud".
El actual rectorado de la Ing. Jose García está dando un nuevo impulso y desarrollo a Radio Universidad Tucumán, incorporando equipos de alta tecnología y potencia para llegarán a cubrir todo el territorio tucumano.
El actual director es el Ricardo Bocos
Actualmente la emisora transmite en la frecuencia de 94.7 MHz y una potencia de 5Kw.

## La RUT en el Mundo
La RUT es un medio local que transmite mediante acuerdos de programación internacional del máximo nivel, en emisiones en castellano en directo vía satélite. Pretende dar a saber lo que pasa en todos los quehaceres del mundo con la mayor calidad informativa y sin intermediarios.

## Periodismo científico: nadie sabe lo que sabe Universidad
Hoy no podemos vivir sin saber, y el saber es patrimonio de todos. Por eso Radio Universidad hace periodismo científico e informativo. De todo lo que pasa en el mundo de la investigación científica, la mejor explicación la tienen los que dedican su vida a la difusión plural del conocimiento, y RUT les cede el micrófono. En cada uno de los cientos de laboratorios de la UNT hay un especialista para cada tema y está en la Radio.

## Premios y distinciones
Haber obtenido, desde 1991, un gran número de lauros nacionales, es la prueba de la calidad y excelencia de la radio que representa a la UNT:
- Martín Fierro: en siete oportunidades
- Gaviota de Oro: en tres oportunidades
- Gota en el Mar
- Corazón Solidario: dos
- Iris Marga: cinco veces
- Güemes, Héroe Nacional: en dos ocasiones
- Premio Dorado
- Premio Independencia

Ha logrado así el reconocimiento profesional como medio de comunicación tanto a nivel local como nacional.[cita requerida]

### Radios de Enlaces
- Radio Francia Internacional www.rfi.fr
- Radiocional de España www.rtve.es
- RAI (Italia) www.rai.it
- Radio Nederland (Holanda) www.informarn.nl
- Radio Universidad San Pablo (Brasil) www.usp.br/radiousp/site
- Radio Universidad de Chile www.radio.uchile.cl
- Radio Universitaria Valparaíso (Chile) www.utfsm.cl Archivado el 28 de febrero de 2008 en Wayback Machine.
- Radio Universida de Río Grande Do Sul (Brasil) www.radiouniversidadeam.com.br Archivado el 22 de marzo de 2015 en Wayback Machine.
- Radio Canadá Internacional www.rcinet.ca
- Radio Universidad de Salta www.unsa.edu.ar
- Radio Universidad de San Luis www.radiofm.unsl.edu.ar
- Radio Universidad Santa Fe (LT10) www.unl.edu.ar
- Uni Noticias www.uninoticias.org.ar

- Datos: Q6096673